# Xã Coldwater, Quận Cass, Missouri
Xã Coldwater (tiếng Anh: Coldwater Township) là một xã thuộc quận Cass, tiểu bang Missouri, Hoa Kỳ. Năm 2010, dân số của xã này là 1.217 người.